# Bataille du détroit de Drøbak
Campagne de Norvège
La bataille du détroit de Drøbak se déroula dans le fjord d'Oslo le 9 avril 1940 pendant la campagne de Norvège de la Seconde Guerre mondiale.
Une flotte allemande, le Gruppe 5, commandée par le croiseur lourd Blücher a été déployée dans le fjord d'Oslo dans le cadre de l'opération Weserübung ayant pour but l'invasion allemande de la Norvège. Cette flotte avait pour mission de s'emparer de la capitale norvégienne et de capturer le roi Haakon VII et son gouvernement. Cependant, il fallait passer devant la forteresse d'Oscarsborg, une installation côtière vieillissante près de Drøbak. Cette forteresse servait à l'entraînement des soldats de l'artillerie côtière, ce qui a conduit les Allemands à ignorer sa valeur défensive. Cependant, inconnue des services de renseignements militaires allemands, l'arme la plus puissante de la forteresse était une batterie de torpilles, qui s'avéra toujours fonctionnelle. Elle coula le Blücher et avec lui la plupart des troupes et des agents de la Gestapo destinés à occuper Oslo. Le retard ainsi pris, permit au roi Haakon VII et son gouvernement de fuir la capitale.

## Avant la bataille

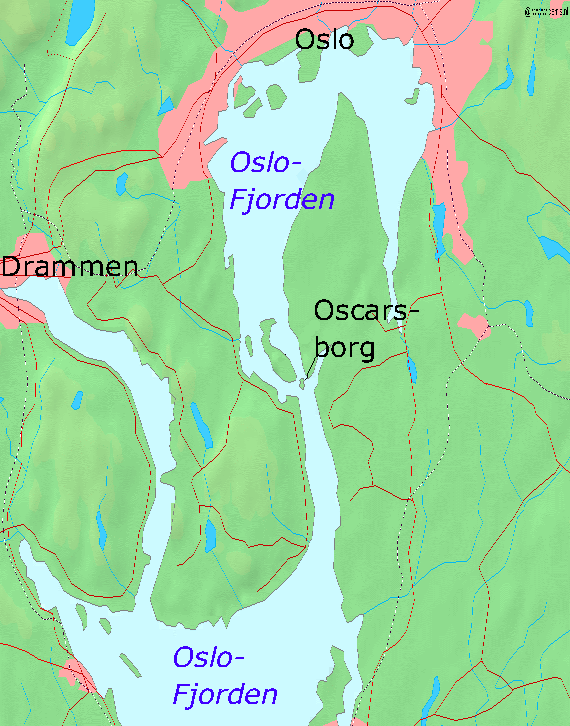
Carte du fjord d'Oslo et de la position stratégique de la forteresse d'oscarsborg.

L'invasion de la Norvège est lancée par les Gruppen allemands le matin du 9 avril 1940. La situation politique est alors chaotique (les Français et les Britanniques ont également commencé leurs manœuvres pour occuper la Norvège) et le vieux colonel Birger Eriksen de 64 ans, commandant la vieille forteresse d'Oscarsborg protégeant Oslo, n'a reçu aucun ordre précis ; il ignore également l'identité des navires de guerre qui s'approchent.
En dehors des officiers et des sous-officiers, presque tous les soldats servant à la forteresse sont des nouvelles recrues, n'ayant été enrôlés que sept jours plus tôt, le 2 avril. En raison de l'afflux de 450 nouvelles recrues, les mines navales de la forteresse n'ont d'ailleurs pas été déployées le 9 avril car la formation des soldats pour cette opération est prévue quelques jours plus tard.
La flotte allemande qui pénètre dans le fjord est composée de deux croiseurs lourds, d'un croiseur léger, d'un torpilleur et de deux dragueurs de mines. Son objectif est de s'emparer de la capitale norvégienne, Oslo, et de capturer le Roi Haakon VII ainsi que son gouvernement.

### Batterie de torpilles
Le commandant de la batterie de torpilles à la forteresse d'Oscarsborg est en congé maladie depuis mars 1940. C'est pourquoi, 13 ans après la retraite, le commandant Andreas Anderssen, qui habitait à Drøbak, est rappelé pour commander temporairement la batterie de torpilles. Dans la nuit du 8 au 9 avril 1940, tandis qu'une flotte non identifiée commence à se frayer un chemin au-delà des fortifications extérieures au sud du fjord d'Oslo, le colonel Eriksen appelle Anderssen et lui demande de rejoindre son poste à la forteresse. Le commandant Anderssen revêt son ancien uniforme et est transporté par bateau sur le fjord à la batterie de torpilles. Anderssen est un soldat compétent ; il a déjà commandé la batterie de torpilles de la forteresse de 1910 à 1916 et de 1919 à 1928. Il connait donc intimement ces armes vieillissantes. La batterie a trois tubes lance-torpilles qui peuvent tirer six torpilles chacun sans recharger et disposent d'un total de neuf torpilles stockées et prêtes à être utilisées.

## Déroulement de la bataille

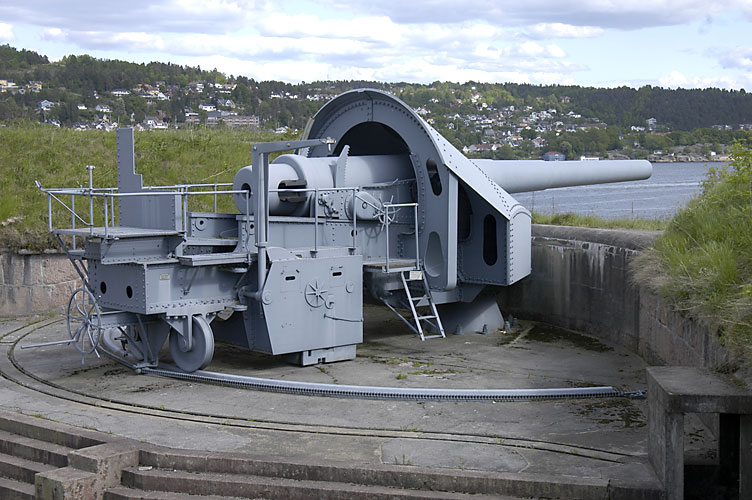
Un des trois canons de 280 mm Krupp de la forteresse d'Oscarsborg.

### Batterie principale de l'île de Søndre Kaholmen
Le 9 avril à 4 h 21, Eriksen ordonne aux canons de la batterie principale de tirer sur le vaisseau de tête de la flottille inconnue qui se dirige vers Oslo. En donnant ce commandement, Eriksen est interrogé par ses subordonnés sur le bien-fondé de cet ordre ; il répond « Soit je serai décoré, soit je serai en cour martiale, Feu ! », réponse restée célèbre. Deux des trois canons Krupp de 280 mm (surnommé Moses et Aron) engagent le croiseur allemand Blücher à une distance de 1 800 m. Les deux canons norvégiens ont été chargés de munitions explosives de 255 kg. Ces tirs directs constituent alors une violation des règles d'engagement norvégiennes d'avant-guerre qui dictent le déclenchement de tirs de semonce, comme cela a été le cas à la forteresse d'Oslofjord plus loin dans le fjord. Eriksen expliqua plus tard que les forces navales allemandes avaient déjà forcé leur passage devant les forts de la forteresse d'Oslofjord et avaient reçu à la fois des tirs de semonce et des tirs directs de ces fortifications côtières. Comme les vaisseaux avaient continué à remonter le fjord vers la capitale, Eriksen était d'avis qu'il avait le droit de les considérer comme des navires de guerre ennemis et de les engager en tant que tels.
Le premier obus de 280 mm touche le Blücher juste devant le mât arrière et met le feu au mât avant. Peu de temps après, le second tir de 280 mm frappe la base de la tourelle avant de 203 mm, en jetant de grandes parties du navire dans le fjord et allumant des feux à bord.
La batterie principale de la forteresse d'Oscarsborg ne peut tirer que ces deux coups, en raison du temps de rechargement lent de ses canons, avec seulement 30 recrues non entraînées pour la manœuvre à ce moment-là. En fait, il n'y a pour manier les deux canons qu'une seule équipe de canonniers, qui, même augmentée de soldats non-combattants pour l'aider, ne peut mieux faire que tirer ces deux obus. Ainsi, le personnel mis au service des canons principaux comprend jusqu'à des cuisiniers réveillés pour l'occasion. Il n'y a donc pas de temps pour recharger ni même pour tirer du troisième canon de 280 mm, surnommé Josva, qui est chargé mais n'a pas de servants.
Cependant, les deux tirs ont des effets significatifs sur le Blücher puisque le premier a pénétré le bordage du navire et a explosé dans un magasin contenant des bidons d'huile, des fumigènes, des bombes incendiaires, des bombes pour le Arado Ar 196 et des grenades sous-marines. Les cloisons sur ce pont ont été soufflées et l'huile brûlante s'est alors transformée en un brasier intense. Le second obus de 280 mm a, quant à lui, détruit l'alimentation électrique des canons principaux du navire, le rendant ainsi incapable de riposter.

### Batteries secondaires de Kopås et Husvik, sur la côte est du fjord

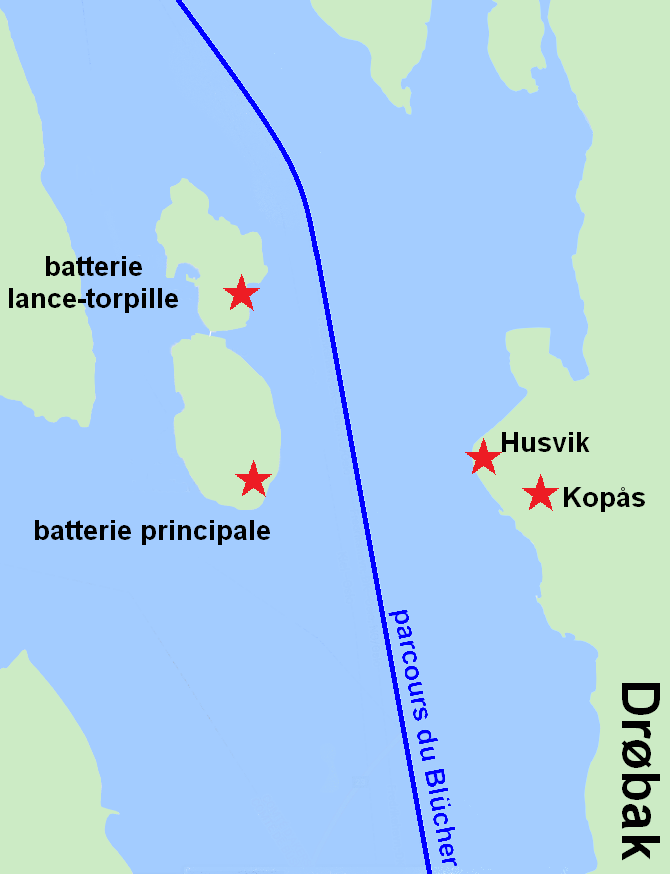
Position des quatre batteries de la forteresse d'Oscarsborg par rapport au parcours du Blücher

Pendant que le feu fait rage à bord du Blücher, les batteries côtières norvégiennes secondaires lui tirent dessus avec leurs pièces allant des deux canons de 57 mm à Husvik (au plus près du détroit de Drøbak) aux trois canons de 150 mm de la batterie Kopås (en hauteur sur une colline), au nord de Drøbak. Les canons de grande taille font des ravages à bord du Blücher, tandis que les canons de 57 mm se concentrent sur la superstructure du croiseur, les armes antiaériennes et réussissent partiellement à neutraliser le feu de son artillerie légère alors que le Blücher passe lentement devant la forteresse. La batterie de Husvik doit cependant être abandonnée lorsque le Blücher passe devant elle et riposte avec ses canons anti-aériens légers. Bien que le bâtiment principal de la batterie ait pris feu, les Norvégiens n'ont subi aucune victime. Au total, treize obus de 150 mm et environ trente obus de 57 mm ont frappé le croiseur allemand. Des fragments d'obus de ces tirs ont mis hors service le système de lutte contre les incendies du Blücher, rendant difficile le contrôle des incendies à bord du navire et le secours des nombreux blessés. En outre, l'un des tirs de 150 mm de Kopås a endommagé le système de navigation du navire, l'équipage en est réduit à le diriger en modulant la puissance sur les trois hélices afin d'éviter l'échouage.

### L'identité des intrus devient connue
Au moment où le Blücher paralysé passe devant les canons de la forteresse, une brusque explosion de voix provenant du croiseur en feu peut être entendue au-dessus des bruits de bataille. Selon des sources norvégiennes, l'équipage a commencé à chanter Deutschland, Deutschland über alles,,. C'est seulement à ce moment-là que la nationalité des ennemis devient une évidence pour les troupes norvégiennes,,,,. Plus tard, à 4 h 35, le colonel Eriksen reçoit un message du dragueur de mines norvégien HNoMS Otra confirmant que les navires intrus sont allemands. Le message est envoyé à la base navale de Horten à 4 h 10, mais les énormes problèmes de communication qui entraveront sérieusement les efforts de l'armée norvégienne tout au long de la campagne de Norvège l'empêchent d'atteindre Oscarsborg à temps.
Les répliques du Blücher sont inefficaces, l'artillerie légère étant généralement trop haute et les canons de 203 mm incapables de tirer en raison des dommages causés par le deuxième tir de 280 mm de la batterie principale d'Oscarsborg. Le bombardement n'a duré que cinq à sept minutes. Lorsque les armes des deux côtés se taisent, avec tous les « passagers » toujours sous le pont, « il y avait un silence de mort à bord du navire, aucun mouvement n'a été identifié».

### Le commandant Anderssen lance ses torpilles
Après avoir passé la ligne de tir des batteries de la forteresse, le croiseur est gravement endommagé et en feu, mais son capitaine espère toujours sauver son navire. Cependant, à ce moment-là, le Blücher passe devant la batterie de torpilles, à seulement 500 m de distance. Les torpilles que l'officier à la retraite dirige vers le croiseur sont des armes de fabrication austro-hongroise, vieilles de 40 ans. Ces torpilles ont été utilisées bien plus de 200 fois auparavant, mais personne n'est certain qu'elles puissent fonctionner à cet instant. Néanmoins, lorsque le commandant Anderssen tire ses torpilles, vers 4 h 30, les tubes s'avèrent fonctionner parfaitement. Comme Anderssen a légèrement surestimé la vitesse de sa cible, la première torpille frappe près de la tourelle avant (surnommée « Anton ») du Blücher, ne causant que des dégâts sans conséquence. Avec le lancement de la deuxième torpille, la vitesse de la cible est corrigée et la torpille frappe le Blücher en son milieu, atteignant la même zone générale que le premier obus de 280 mm. Cela cause des dommages catastrophiques au croiseur et ouvre un grand nombre de cloisons, permettant à l'eau d'inonder ses ponts, pendant que le navire brûle furieusement. Le troisième lanceur de torpilles est gardé chargé au cas où d'autres navires suivent de près derrière le Blücher. Après le tir, les deux premiers tubes sont rechargés et préparés pour une éventuelle prochaine cible.

### Les derniers instants duBlücher

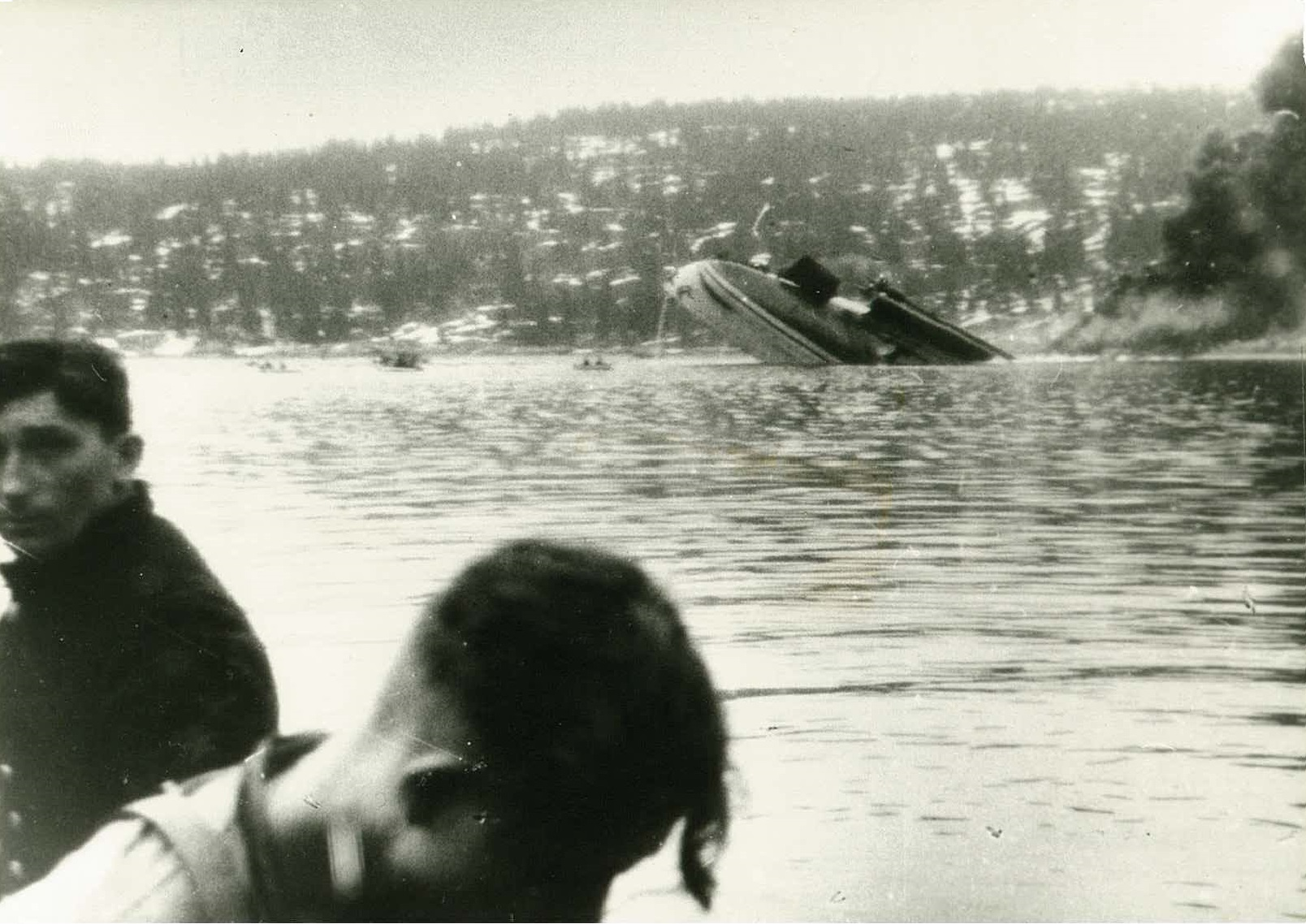
Soldats allemands au premier plan avec le Blücher en train de couler en fond

Le parcours du Blücher dans le fjord de Oslo

Avec tous les moteurs endommagés par la deuxième torpille, le croiseur jette l'ancre près des îlotd d'Askholmene, hors de la portée des canons de la forteresse pour essayer de combattre les terribles incendies qui ravagent le navire. Les torpilles du Blücher ont été tirées contre la terre afin qu'elles n'explosent pas dans les feux incontrôlables du bord. La lutte de l'équipage prend fin, quand, à 5 h 30, les feux atteignent au milieu du navire un magasin de munitions pour les canons antiaériens de 105 mm. Il y a alors une terrible explosion qui ouvre un grand trou sur le côté du navire,. L'explosion du magasin rompt les cloisons entre les salles des chaudières et déchire les soutes à combustible du croiseur, tout en allumant de nouveaux feux. À ce moment, le Blücher est condamné.
À 6 h 22 le 9 avril 1940, le Blücher commence à se coucher sur bâbord, puis se retournant à l'envers, sombre avec son équipage pour disparaître sous la surface. Après que le navire a disparu de la surface, de grandes quantités de pétrole affleurent dans l'eau du fjord, dans laquelle près de deux mille marins et des soldats allemands luttent pour leur vie dans l'eau glacée. Le pétrole prend rapidement feu, tuant des centaines d'Allemands.
Un soldat, Günther Morgalla — qui a survécu au naufrage — raconte plus tard que, nageant vers ses compagnons frissonnants à terre, il entend quelqu'un chanter avec entêtement face au destin, le Deutschlandlied suivi de Das kann doch einen Seemann nicht erschüttern (Cela ne peut pas secouer un marin).
En tout, de 650 à 800 Allemands sont morts. Environ 550 des 1 400 survivants du Blücher sont capturés par les soldats de la compagnie no 4 des gardes royaux norvégiens, sous le commandement du capitaine Petersson. Près de 1 200 survivants ont débarqué à Frogn près de Drøbak, mais néanmoins, si les gardes sont censés faire prisonnier tous les Allemands, ils sont principalement occupés à soigner les nombreux blessés et mourants. Près de 1 000 Allemands, dont le général Erwin Engelbrecht et l'amiral Oskar Kummetz (commandant du Gruppe 5), sont finalement transférés dans une ferme voisine et placés sous légère surveillance, mais aucun des prisonniers n'est interrogé. À 18 h 30, les soldats norvégiens se retirent de la région, abandonnant leurs prisonniers. Engelbrecht et Kummetz se rendent alors à Oslo. Les principaux officiers allemands atteignent la capitale norvégienne à 22 h convergeant vers l'Hôtel Continental (en), mais sans la plupart des troupes destinées à occuper la ville,. Beaucoup de blessés allemands sont d'abord emmenés à l'Åsgården, un hôtel d'été à Åsgårdstrand, où des blessés norvégiens ont déjà été amenés, pour y recevoir des soins médicaux. L'hôtel a été réquisitionné pour servir d'hôpital improvisé par la marine royale norvégienne qui a évacué sa base de Horten à minuit le 8 avril.

## Les navires restants se retirent
Ignorant l'existence d'une batterie lance-torpille et voyant les geysers d'eau des explosions sous-marines sur le Blücher, le commandant du croiseur lourd Lützow suppose que le vaisseau amiral a été touché par des mines. À 4 h 40, la décision est prise de faire faire demi-tour à la flotte, la mettre hors de portée des batteries de la forteresse d'Oscarsborg ; le coup d'État prévu contre Oslo pour forcer la reddition du gouvernement norvégien est remplacé par une avancée terrestre par les côtes du fjord d'Oslo.
Lors de la manœuvre, la forteresse d'Oscarsborg a réussi à endommager le Lützow, les canons de 150 mm de la batterie de Kopås mettant trois coups au but, faisant tomber la tourelle arrière de 280 mm du navire (« Bruno »). Kopås continue de tirer sur les navires se retirant jusqu'à ce qu'ils disparaissent dans la brume à une distance d'environ 3 000 m  Après s'être mis hors de portée des canons de la forteresse, le Lützow utilise sa tourelle restante « Anton » pour bombarder les défenseurs à une distance de 9 à 10 km.

## Les bombardements de la Luftwaffe

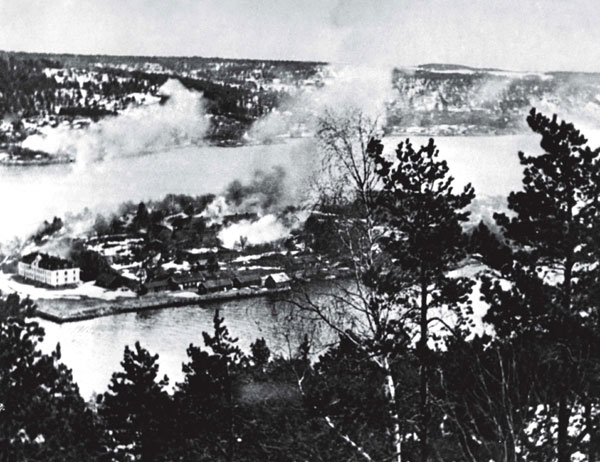
Oscarsborg touchée par un bombardement allemand le 9 avril 1940 guerre mondiale.

Le même jour, le 9 avril, la forteresse d'Oscarsborg subit une attaque à la bombe menée par 42 appareils de la Luftwaffe. La forteresse tente de répondre aux bombardiers avec ses deux canons anti-aériens Bofors de 40 mm et ses sept mitrailleuses de 7,92 mm. Quatre mitrailleuses sur le toit de la batterie principale ont également réagi au bombardement mais elles doivent être évacuées peu après le début de l'attaque.
L'un des deux canons de 40 mm est mis hors service après seulement 22 tirs. L'autre tire jusqu'à 12 h, mais sans grand effet. Au total, le fort subit neuf heures d'attaques aériennes, avec 500 bombes - entre 50 et 200 kg - larguées sur Oscarsborg. Parmi les attaquants, on compte 22 Junkers Ju 87R "Stuka" bombardiers en piqué, sous la direction du capitaine Paul-Werner Hozzel, de l'aéroport de Kiel dans le nord de l'Allemagne.

## La reddition
Bien que l'attaque de la marine allemande sur Oslo ait été empêchée par Oscarsborg, la ville a été prise plus tard ce jour-là par les forces qui ont été parachutées par avion sur l'aéroport de Fornebu. À la lumière de la prise de la capitale, et avec des nouvelles des débarquements allemands au village de Son au sud de Drøbak, le colonel Birger Eriksen décide que de nouveaux combats sans le soutien d'infanterie adéquat seraient vains. Il rentre alors en négociation avec les Allemands, obtenant la cessation des attaques aériennes contre la reddition de la forteresse à 9 h le 10 avril.

## Conséquences
Avec des fortifications vieilles de plus de 100 ans, des effectifs réduits et novices et des officiers à la retraite ou en passe de l'être, la forteresse d'Oscarsborg a réussi à arrêter une flotte de navires modernes et puissants visant l'invasion de la capitale par voie maritime. En retardant la prise de cette ville, la forteresse obtient le temps nécessaire pour que l'administration norvégienne puisse fuir plus au nord, avec les réserves d'or de la banque norvégienne. Plus tard, le parlement peut se réunir à Elverum et donner au gouvernement une procuration essentielle pour continuer la guerre depuis l'Angleterre. Dans le même temps, la guerre peut se poursuivre en Norvège jusqu'à ce que l'Allemagne s'impose sur tout le territoire, le 10 juin 1940. Aujourd'hui, la bataille du détroit de Drøbak est considérée comme la plus importante bataille de Norvège pendant la Seconde Guerre mondiale.
Le capitaine du Blücher, Heinrich Woldag, a survécu au naufrage pour mourir dans un accident d'avion le 16 avril — sept jours après le naufrage — de retour de Berlin dans un Ju 52 après s'être expliqué sur la perte de son navire,. La plupart du personnel du Blücher a participé à l'invasion de la Norvège et nombre d'entre eux furent utilisés pour servir les batteries dans le fjord d'Oslo en raison de la peur des attaques britanniques.
La Wehrmacht prend le contrôle des forteresses et les utilise dans le cadre de la défense d'Oslo. La forteresse d'Oscarsborg reste sous commandement allemand jusqu'au 12 mai 1945. L'équipement allemand, resté en bon état, est utilisé jusqu'aux années 1990.

## Dans la culture populaire
La bataille a été reconstituée et filmée dans la forteresse même en 2016 dans le film Ultimatum (Kongens nei).